# Implikáció

Az implikáció csak akkor hamis, hogyha A igaz, és B hamis. Ez a tartomány a Venn-diagramon fehér.
Klasszikusan

Az implikáció, kondicionális vagy szubjunkció logikai művelet, használjuk a matematikai logikában, informatikában. Két állítást kapcsol össze, és jelentése a ha, akkor nyelvi kifejezéshez áll közel. Példa: Ha esik az eső, akkor az út vizes. Az implikáció a logikában nem fordítható meg, visszafelé a következtetés nem érvényes. Így például nem lehet arra következtetni az előző állításból, hogy ha vizes az utca, akkor esik az eső. A nyelvben a Ha, akkor szavakkal összekapcsolt mondatoknak gyakran más logikai művelet felel meg, ahol a következtetés visszafelé is érvényes: az ekvivalencia, más néven bikondicionális. A két művelet közötti különbségről hosszabban a bikondicionális cikkünkben írunk.
Különbséget kell tenni a logikai és a metanyelvi implikáció között. A metanyelvi implikáció két állításról tesz kijelentést, Például: Az „Esik az eső.” állítás implikálja a „Vizes az utca.” állítást. A kettő közötti kapcsolat az, hogy az egyik akkor és csak akkor igaz, hogyha a másik is. Az implikáció feltétlenül nem jelent oksági kapcsolatot, anélkül is fennállhat.
Félreértésekhez vezet, hogy a hamis előtag implikál bármilyen utótagot. Így például a „Ha {\displaystyle 2\cdot 2=5}, akkor az ember halhatatlan.” mondat igaz, de mindkét tagja hamis. Az implikáció igaz voltából nem lehet következtetni az utótag igaz voltára. Ez a materiális implikáció paradoxona.

## Jelölése
Az implikációt jelölheti → nyíl, {\displaystyle \Rightarrow } kettős nyíl, vagy {\displaystyle \supset } patkó. Lengyelformában C a jele. Ha a nyíl, illetve patkó iránya fordított, akkor az utótag implikálja az előtagot. 
Gottlob Frege a klasszikus logika első formalizációjával az implikációt  jellel fejezte ki fogalomírásában.

## Igazságtáblája
Ha p és q ítéletek, melyek lehetséges értékei 0 (hamis) vagy 1 (igaz), akkor az implikáció műveletét, melynek jele a →, a következő művelettábla szerint értelmezzük:
| p | q | p→q |
| - | - | --- |
| 0 | 0 | 1   |
| 0 | 1 | 1   |
| 1 | 0 | 0   |
| 1 | 1 | 1   |

ahol 1 az igaz, 0 a hamis jele. Már Megarai Philon is így értelmezte a műveletet.
A fentiek szerint hamis állításból következhet hamis, hamisból következhet igaz (reductio ad absurdum módszere), igazból nem következhet hamis, igazból következhet igaz állítás.
Ez tulajdonképpen a „Ha…, akkor…” kijelentésnek felel meg. Példa: Ha húsz fok van odakint, akkor nem veszek kabátot.

## Tulajdonságai
Az implikáció:
- disztributív önmagára: {\displaystyle (s\rightarrow (p\rightarrow q))\rightarrow ((s\rightarrow p)\rightarrow (s\rightarrow q))}
- tranzitív: {\displaystyle ((a\rightarrow b)\rightarrow (b\rightarrow c))\rightarrow (a\rightarrow c)}
- reflexív: {\displaystyle a\rightarrow a}
- Teljesül a totalitás is: {\displaystyle (a\rightarrow b)\vee (b\rightarrow a)}
- igazőrző, azaz abban az interpretációban, ahol az operandusok mindegyike igaz, az implikáció is igaz
- az előfeltételek felcserélhetősége:

{\displaystyle (a\rightarrow (b\rightarrow c))\equiv (b\rightarrow (a\rightarrow c))}
A {\displaystyle p\rightarrow q} formula ekvivalens {\displaystyle \lnot p\lor q}-val, és a De Morgan-szabály alapján {\displaystyle \lnot (p\land \lnot q)}-val (inferencia). A minimális logikában azonban az implikáció csak logikailag következik a {\displaystyle \lnot p\lor q} képletből. Az intuicionista logikában az implikációból következik {\displaystyle \lnot p\lor q}.
Jegyezzük meg, hogy {\displaystyle a\rightarrow (b\rightarrow c)} logikailag ekvivalens {\displaystyle (a\land b)\rightarrow c}-vel. Ezt curryzésnek nevezik, emiatt kényelmes jobbra zárójelező írásmódot bevezetni az implikációra: {\displaystyle a\rightarrow b\rightarrow c} azt jelenti, hogy {\displaystyle a\rightarrow (b\rightarrow c)}.
Az {\displaystyle A\rightarrow B} implikáció kifejezhető úgy is, mint {\displaystyle \neg A\lor B}. A {\displaystyle \neg (A\rightarrow B)} tagadás megfelel {\displaystyle A\land \neg B}-nek.

## A dialogikus logikában
A dialogikus logikában az implikációt a következő szabályok definiálják:
| Implikáció                     | Támadás            | Védekezés         |
| ------------------------------ | ------------------ | ----------------- |
| {\displaystyle A\rightarrow B} | {\displaystyle A?} | {\displaystyle B} |

A dialogikus logikában a támadó kétségbe vonja az előtagot. Ekkor a védőnek először az előtagot, majd az utótagot kell bizonyítania. Például ha az állítja: Ha a benzinárak nőnek, akkor csökken az autóforgalom, akkor a támadó kétségbe vonhatja, hogy a benzinárak tényleg nőnek, azért ezt kell először bizonyítania. Keretrendszertől függ, hogy az implikációs kapcsolatot, vagy az utótagot az előtagtól függetlenül kell-e igazolnia.

## Formális összekötőként
Formális összekötőként a következő szabályok alkalmazhatók rá:
- modus ponens
- kondicionális bizonyítás
- klasszikus kontrapozíció
- klasszikus reductio ad absurdum

A logikai összekötőként való megközelítés lehetővé teszi a szerkezetileg azonos propozíciós formák vizsgálatát különböző logikai rendszerekben, melyekben különböző tulajdonságok mutathatók ki. Például az intuicionista logika nem fogadja el a kontrapozíciót, így (p → q) ⇒ ¬p ∨ q nem propozíciós tétel, viszont az implikációval definiálja a tagadást.

## A formális logikában
A formális logikában megkülönböztetik a {\displaystyle \models } szemantikus következmény relációtól. Azt mondjuk, hogy {\displaystyle A\models B}, hogyha minden interpretációban, ahol A igaz, B is igaz. Azonban a legtöbb logika, köztük a klasszikus logika szerint a kettő kapcsolatban áll egymással:
- Ha {\displaystyle \Gamma \models \psi }, akkor {\displaystyle \varnothing \models (\varphi _{1}\land \dots \land \varphi _{n}\rightarrow \psi )} valamely {\displaystyle \varphi _{1},\dots ,\varphi _{n}\in \Gamma } esetén. Szavakkal, ha Γ modellezi ψ-t, akkor ψ levezethető a Γ állításainak egy részéből.
- Ugyanez teljesül megfordítva is.
- Mindkét reláció monoton, azaz, ha {\displaystyle \Gamma \models \psi }, akkor {\displaystyle \Delta \cup \Gamma \models \psi }, és ha {\displaystyle \varphi \rightarrow \psi }, akkor {\displaystyle (\varphi \land \alpha )\rightarrow \psi } valamely

α, Δ esetén. Erre gyakran gyengítésként hivatkoznak.
Mindezek a kapcsolatok nem állnak fenn minden logikában, így például a nem monoton logikákban, illetve a relevancialogikákban.

## A természetes nyelvben
A természetes nyelvben:
- Nem lehet az, hogy ha P igaz, akkor Q nem igaz.
- Nincs P Q nélkül. Ahol a következmény hiányáról van szó.

## Fordítás
- Ez a szócikk részben vagy egészben  a   Subjunktion című német Wikipédia-szócikk fordításán alapul.  Az eredeti cikk szerkesztőit annak laptörténete sorolja fel. Ez a jelzés csupán a megfogalmazás eredetét és a szerzői jogokat jelzi, nem szolgál a cikkben szereplő információk forrásmegjelöléseként.
- Ez a szócikk részben vagy egészben  a   Material conditional című angol Wikipédia-szócikk fordításán alapul.  Az eredeti cikk szerkesztőit annak laptörténete sorolja fel. Ez a jelzés csupán a megfogalmazás eredetét és a szerzői jogokat jelzi, nem szolgál a cikkben szereplő információk forrásmegjelöléseként.